# Alà (nom)
Alà o, amb l'article inicial, al-Alà és un nom masculí àrab (àrab: علاء, ʿAlāʾ o العلاء, al-ʿAlāʾ) que literalment significa ‘noblesa’, ‘alçada’, ‘altitud’. Si bé Alà o al-Alà és la transcripció normativa en català del nom en àrab clàssic, també se'ls pot trobar transcrits Ala'.
Combinat amb les paraules «religió», «dinastia» i «monarquia»: Alà-ad-Din (علاء الدين, ʿAlāʾ ad-Dīn, ‘Noblesa de la Religió’), Alà-ad-Dawla (—علاء الدولة, ʿAlāʾ ad-Dawla, ‘Noblesa de la Dinastia’) i Alà-as-Saltana (علاء السلطنة, ʿAlāʾ as-Salṭana, ‘Noblesa de la Monarquia’) és un laqab o títol emprat per diversos musulmans. Alà-ad-Din, arran del conte Aladí i la llàntia meravellosa, recollit a l'antologia Les mil i una nits, s'ha catalanitzat també amb la forma Aladí. Tot i que les anteriors són les transcripcions normatives en català dels noms en àrab clàssic, també se'ls pot trobar transcrits Ala al-Din, Ala al-Dawla, Ala al-Saltana...
Aquests noms també els duen musulmans no arabòfons que els han adaptat a les característiques fòniques i gràfiques de la seva llengua.
Vegeu aquí personatges i llocs que duen aquest nom.
Vegeu aquí personatges i llocs que duen el nom o el làqab Alà-ad-Din.
Vegeu aquí personatges i llocs que duen el làqab Alà-ad-Dawla.
Vegeu aquí personatges i llocs que duen el làqab Alà-as-Saltana.